# Candelaria (Honduras)
Candelaria (uit het Spaans: "Maria Lichtmis") is een gemeente (gemeentecode 1303) in het departement Lempira in Honduras.
Het dorp heette eerst San Francisco de Joconguera (uit het Spaans: San Francisco="Sint-Franciscus"; uit het Nahuatl: Joconguera="Water van de jocón", plant om manden van te vlechten).

## Ligging
Candelaria ligt op 96 km van Gracias. Op de weg naar Intibucá moet men in het dorp San Juan een zandweg nemen richting de grens met El Salvador. Deze weg wordt onderhouden door de Fondo Cafetero ("Koffiefonds") van Honduras. Op deze weg bevindt zich op 76 km van Gracias de afslag naar Candelaria.
Het dorp ligt op een kleine vlakte die omgeven is door de berg Congolón en lagere heuvels. De eerste bewoners vestigden zich aan de voet van deze berg. De hoogte is die van de overgang van loof- naar naaldbomen. De vlakte loopt af naar de rivier Pichigual. Bij het dorp lopen enkele beken. Deze zijn belangrijk voor de watervoorziening, maar drogen op in het droge seizoen.

## Beschrijving
In Candelaria wordt maïs en bonen geteeld. Er is een coöperatie die de productie stimuleert. De ligging is te hoog voor de productie van koffie. Wel wordt er in de gemeente koffie gepeld, gedroogd en gebrand.
Doordat het dorp dicht bij El Salvador ligt, vindt er relatief veel handel plaats. Plaatselijk wordt veel de Amerikaanse dollar gebruikt, die ook in El Salvador betaalmiddel is.
In het dorp en enkele gehuchten is elektriciteit aanwezig. Water wordt gehaald uit beken en putten.
Het dorp wordt soms bezocht door toeristen vanwege de pittoreske koloniale huizen. Er zijn 2 hostels. Er zijn 3 plaatsen waar men toegang heeft tot internet, waaronder in het gemeentehuis.

## Bevolking
De bevolking is als volgt verdeeld:
| Vrouwen | 3595 | 52,1% |
| Mannen  | 3301 | 47,9% |

## Dorpen
De gemeente bestaat uit vijf dorpen (aldea), waarvan het grootste qua inwoneraantal: Candelaria (code 130301).

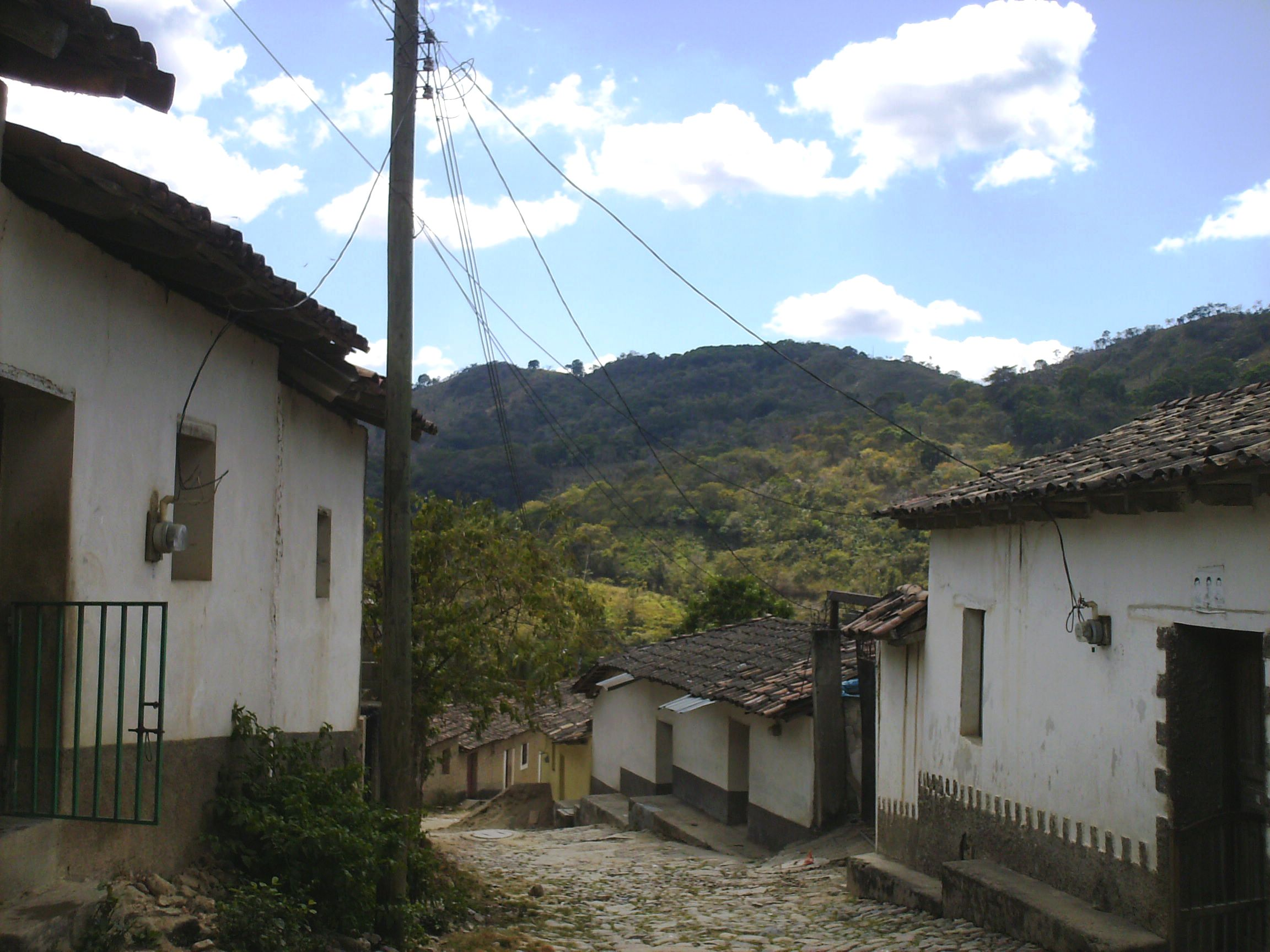
Straat in Candelaria
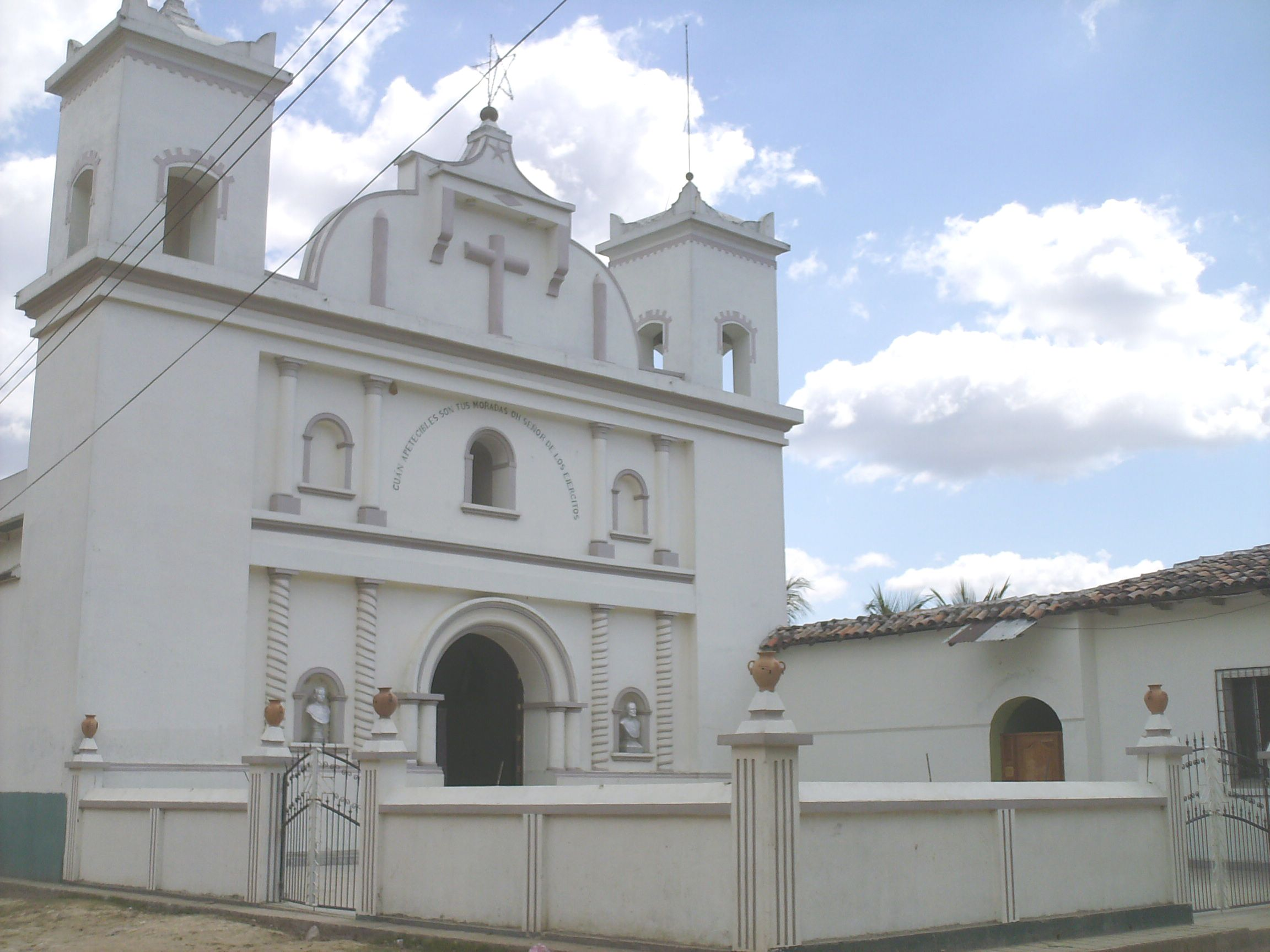
Koloniale kerk van Candelaria
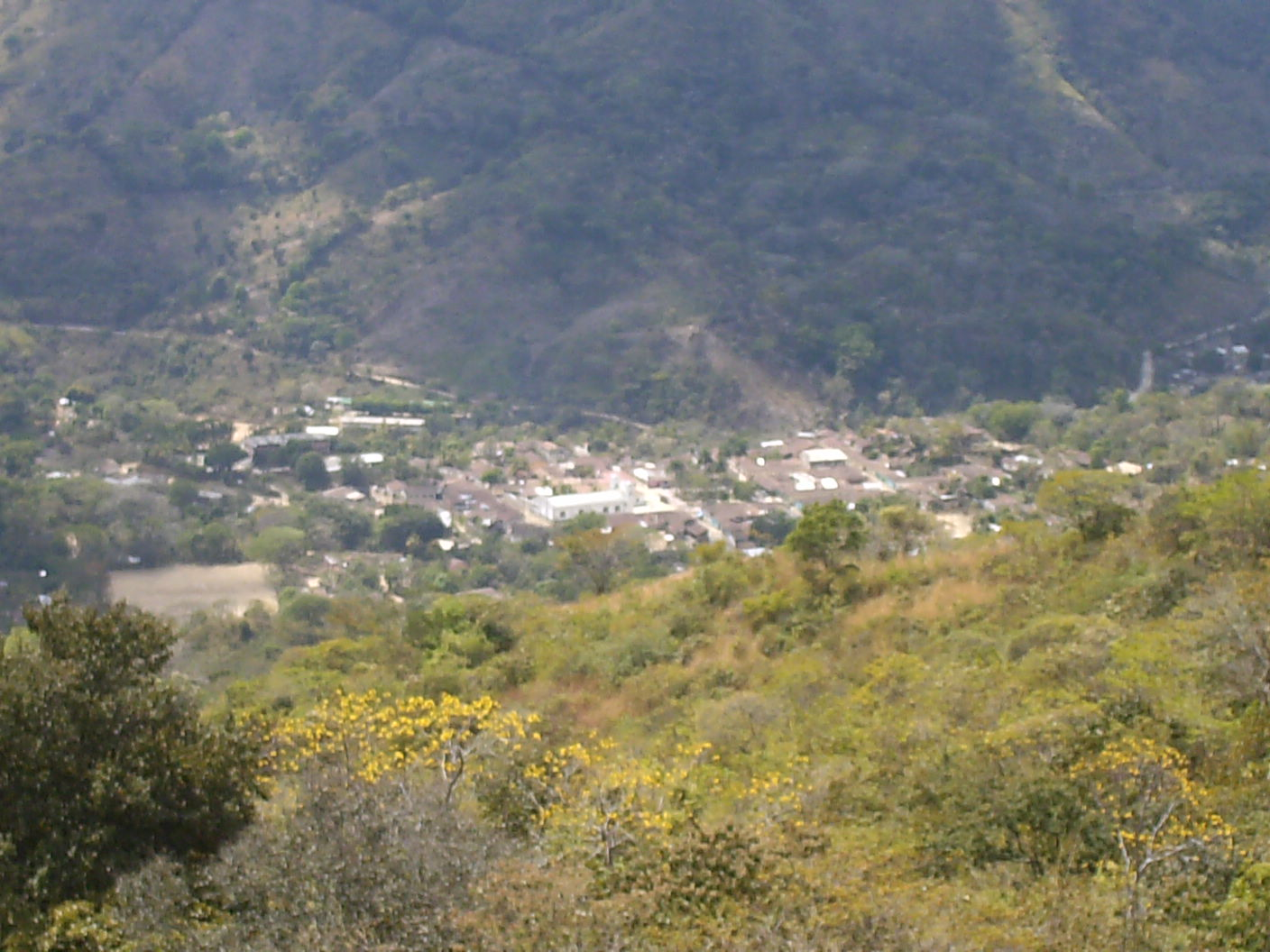
Uitzicht over Candelaria